# Concilium
Concilium, međunarodni katolički teološki časopis. 

## Povijest
Osnovali su ga 1965. teolozi Hans Küng, Johann Baptist Metz, Karl Rahner, Yves Congar i Edward Schillebeeckx. Suradnici su u početku bili i Karl Lehmann, Henri de Lubac i Joseph Ratzinger. Već 1968. godine nazirala su se neslaganja koja su iznjedrila nove procese. Sporovi oko teološkog usmjerenja Conciliuma rezultirali su osnivanjem nove publikacije Communio 1972. godine koju su osnovali uz ostale i Karl Lehmann, Henri de Lubac i Joseph Ratzinger. Razvoj tijekom proteklih godina, novi mladi suradnici te tematska otvorenost Communio ugasili su i ostavili za sobom te stare sukobe i rivalstva.

## Vanjske poveznice
- Međunarodno tajništvo
- Njemačko izdanje Conciliuma
- Facebook